# Tianeptin
Tianeptin ist ein Arzneistoff, der als Antidepressivum eingesetzt wird. Es ist ein racemisches Gemisch zweier tricyclischer synthetischer chemischer Verbindungen, welche zu den Aromaten, Carbonsäuren und Aminen zählen. Tianeptin ist u. a. durch Modulation glutamerger Synapsen therapeutisch wirksam.

## Indikation
Tianeptin ist in Deutschland zur Behandlung von leichten, mittelschweren und schweren Depressionen zugelassen. Es kann außerdem Off-Label zur Behandlung von Angststörungen sowie Zwangsstörungen eingesetzt werden, da Hinweise zur Wirksamkeit von Tianeptin bei der Behandlung dieser vorliegen.
Die Wirksamkeit wurde in zwei placebokontrollierten Studien anhand der Werte in der Montgomery-Åsberg Depressionsskala (MADRS) überprüft. In beiden Studien war Tianeptin signifikant wirksamer als Placebo. Die Wirksamkeit im Vergleich zu Amitriptylin (50 bis 100 mg/Tag), Clomipramin (100 bis 200 mg/Tag), Dosulepin (150 bis 225 mg/Tag), Imipramin (100 bis 200 mg/Tag), Maprotilin (75 mg/Tag) und Mianserin (30 bis 80 mg/Tag) wurde ebenfalls in Studien überprüft. Tianeptin erwies sich dabei in einer Dosierung von 25 bis 50 mg/Tag hinsichtlich der antidepressiven und anxiolytischen Wirkung gegenüber den tri- und tetrazyklischen Antidepressiva als ebenbürtig.
Eine fünf Studien umfassende Metaanalyse untersuchte die Wirksamkeit (MADRS-Scores) im Vergleich zu SSRI. Tianeptin war auch bei schwer depressiven Patienten ebenso effektiv wie die Vergleichs-SSRI Fluoxetin, Paroxetin und Sertralin.

## Wirkmechanismus

### Pharmakodynamik
Tianeptin ist ein Partial-Agonist des μ-Opioid-Rezeptors mit atypischer Wirkung. Die Substanz hat eine modulierende Wirkung auf glutamerge NMDA- und AMPA-Rezeptoren und scheint stressbedingte Veränderungen im Hippocampus und präfrontalen Cortex zu verhindern bzw. rückgängig machen zu können. Tianeptin verstärkt außerdem zumindest in der Anfangsphase einer Behandlung die Wiederaufnahme von Serotonin aus dem synaptischen Spalt in Teilen des Gehirns und erhöht die extrazelluläre Dopamin-Konzentration im Nucleus accumbens des Vorderhirns. Daher wurde es in der Vergangenheit als Gegensatz zu den Serotonin-Wiederaufnahmehemmern (Selective-Serotonin-Reuptake-Inhibitor, SSRI) auch als Serotonin-Wiederaufnahmeverstärker (Serotonin-Reuptake-Enhancer, SRE) bezeichnet. Es ist unklar, wie diese serotonergen und dopaminergen Effekte ausgelöst werden, da Tianeptin selbst keine Affinität zu serotonergen und dopaminergen Rezeptoren, oder den Serotonin- und Dopamintransportern aufweist. Eine Erklärung könnte eine Beteiligung der A1-Adenosinrezeptoren sein.

### Pharmakokinetik
Der maximale Plasmaspiegel wird nach einer Stunde erreicht. Die Plasmahalbwertszeit beträgt 1,4–3,6 Stunden. Der aktive Metabolit MC5 hat eine Halbwertszeit von 7,6 Stunden, ein Steady-State-Spiegel tritt daher innerhalb einer Woche ein. Tianeptin unterliegt keinem erkennbaren First-pass-Metabolismus. Die Einnahme zur Mahlzeit verzögert die Resorptionsdauer um eine halbe Stunde, die Bioverfügbarkeit vermindert sich hierbei um 25 Prozent.

## Einnahme
Tianeptin muss (im Gegensatz zu den meisten anderen Antidepressiva) aufgrund der kurzen Halbwertszeit – bzw. auch da keine Retardform erhältlich ist – üblicherweise über drei Einnahmen auf den Tag verteilt werden.

## Nebenwirkungen
Bekannte Nebenwirkungen, die auftreten können, sind:
Häufig (weniger als 1 von 10, aber mehr als 1 von 100 Behandelten)
Anorexie (Essstörungen), Albträume, Schlaflosigkeit, Schläfrigkeit, Benommenheit, Kopfschmerzen, Kreislaufkollaps, Zittern, eingeschränktes Sehvermögen, Hitzewallungen, schnelles oder unnatürliches Herzklopfen, Brustschmerz, Atembeschwerden, Mundtrockenheit, Darmträgheit, Bauchschmerzen, Übelkeit, Erbrechen, Blähungen, Durchfall, Sodbrennen, Rückenschmerzen, Muskelschmerzen, Schwächegefühl, Gefühl, einen Kloß im Hals zu haben.
Gelegentlich (weniger als 1 von 100, aber mehr als 1 von 1 000 Behandelten)
Juckreiz, Nesselsucht (Ausschlag).
Selten (weniger als 1 von 1 000, aber mehr als 1 von 10 000 Behandelten)
Arzneimittelmissbrauch und -abhängigkeit, besonders bei Patienten unter 50 Jahren, Alkohol- oder Drogenmissbrauch in der Vorgeschichte.
Häufigkeit nicht bekannt
Suizid und suizidales Verhalten.
Verglichen mit anderen Trizyklika kam es mit Tianeptin laut Meta-Studie statistisch signifikant seltener zu autonomen sowie ZNS-Nebenwirkungen, gastrointestinalen Störungen, einer Zunahme von Gewicht und Herzfrequenz oder Tremor. Verglichen mit SSRI kam es seltener zu sexuellen Funktionsstörungen, dafür trat Mundtrockenheit häufiger als unter Fluoxetin Behandlung auf. Verglichen mit Paroxetin war es signifikant verträglicher.

## Struktur und Stereoisomerie
Tianeptin hat einen zentralen, siebengliedrigen heterocyclischen Ring und weist strukturelle Gemeinsamkeiten mit den Benzodiazepinen auf. Strukturell, jedoch nicht bezüglich der Wirkung, wird Tianeptin zu den Trizyklischen Antidepressiva gezählt. Tianeptin ist chiral und enthält ein Stereozentrum, es gibt also zwei Enantiomere:
- (R)-7-[(3-Chlor-6-methyl-6,11-dihydrodibenzo[c,f][1,2]thiazepin-11-yl)amino]heptansäure-S,S-dioxid [= (R)-Form] und
- (S)-7-[(3-Chlor-6-methyl-6,11-dihydrodibenzo[c,f][1,2]thiazepin-11-yl)amino]heptansäure-S,S-dioxid [= (S)-Form].

Der Arzneistoff Tianeptin wird als Racemat [1:1-Gemisch aus (R)-Form und (S)-Form] eingesetzt. Es ist bekannt, dass die (R)- und die (S)-Form unterschiedlich wirken; im Tierversuch reduzierte allein das (S)-Enantiomer signifikant Effekte, welche durch verabreichtes Serotonin provoziert wurden.

## Handelsnamen
- Stablon (Frankreich, Österreich)
- Tianeurax (Deutschland)